# محوطه چاه پردل
محوطه چاه پردل مربوط به سده‌های میانه دوران‌های تاریخی پس از اسلام است و در شهرستان ایرانشهر، بخش بمپور، دهستان بمپور شرقی، ۵ کیلومتری جنوب روستای نوک جوب واقع شده و این اثر در تاریخ ۳۰ بهمن ۱۳۸۶ با شمارهٔ ثبت ۲۱۱۵۷ به‌عنوان یکی از آثار ملی ایران به ثبت رسیده است.